# Przegub Birfielda
Przegub Birfielda – przegub homokinetyczny, który charakteryzuje się specyficznym ukształtowaniem prowadnic, gdzie stosowanie elementów środkujących jest zbędne, ponieważ geometria prowadnic zapewnia samoczynne ustawienie się kul we właściwym położeniu. Przeguby te wykazują wiele zalet w porównaniu z innymi przegubami homokinetycznymi. Są one zwarte, odznaczają się dużą wytrzymałością oraz możliwością przenoszenia znacznych obciążeń dynamicznych. Maksymalny kąt odchylenia wałów przekracza 40°. Przeguby te znalazły zastosowanie w samochodach osobowych z przednim napędem.